# Bob Sweikert
Robert Charles Sweikert (ur. 20 maja 1926 w Los Angeles, zm. 17 czerwca 1956 w Salem (Indiana)) – amerykański kierowca wyścigowy. W 1955 roku wygrał Indianapolis 500 oraz serie National Championship i Midwest Sprint Car Championship. Zmarł w 1956 roku na skutek wypadku podczas wyścigu samochodów typu sprint car na torze Salem Speedway.

## Życiorys
Sweikert dorastał w przedwojennym Los Angeles. Jego matka wyszła za mąż za jego ojczyma (elektryka stanowego Kalifornii), kiedy Sweikert był niemowlęciem. Bob dorastał wraz ze starszym bratem przyrodnim, Edem, który został wcielony do Armii i zmarł w 1942 roku. W tym samym roku rodzina Sweikertów przeniosła się do San Francisco, a następnie do Hayward. W tym też mieście Sweikert poznał swoją przyszłą żonę, Dorie.
Od 16 roku życia Sweikert pracował po szkole jako mechanik w lokalnym salonie Forda w Hayward. Brał również udział w wyścigach ulicznych, a jednym z jego konkurentów był szkolny kolega, Ed Elisian.
Pod koniec 1944 roku Sweikert został wcielony do US Army Air Forces, ale podczas ćwiczeń w bazie Lowry Field doznał ciężkiej kontuzji kolana. We wrześniu 1945 roku został zwolniony z armii.
W 1947 roku, na przyjęciu na Uniwersytecie Kalifornijskim, poznał swoją przyszłą żonę, Marion Edwards.
Sweikert wrócił do Hayward i otworzył własną małą firmę, Sweikert Automotive - warsztat samochodowy na terenie garażu rodziców. W ciągu kilku lat zbudował swój własny roadster. 26 maja 1947 roku, podczas Dnia Pamięci, Sweikert wziął udział w swoim pierwszym wyścigu o nagrodę pieniężną. Miał in miejsce na torze Oakland Speedway, a Sweikert zajął w nim drugie miejsce.
Następnie Sweikert zamknął warsztat, by zostać "pełnoetatowym" kierowcą. Jego pierwszym sponsorem w lipcu 1947 roku została firma z Oakland, Hubbard Auto Parts.
Na początku 1948 roku ożenił się z Marion Edwards. W tym samym roku przeniósł się do "wyścigów mikrusów" (midget car racing) i wygrał swój pierwszy treningowy wyścig organizacji Bay Cities Racing Association. W roku tym wziął udział w 72 wyścigach i został sklasyfikowany na 14 pozycji na 130 kierowców.
12 lutego 1949 roku Sweikert wygrał zawody na nowym torze Indoor Midget Race Track o długości 1/12 mili.
Również w 1949 roku rozpoczął ściganie się samochodami typu sprint car.
Po 1949 roku zaprzyjaźnił się z Johnnym Boydem; poznali się oni na torze wyścigowym w Kalifornii, a później często ścigali się razem.
W maju 1952 roku zadebiutował w zawodach Indianapolis 500. Wysstartował z 32 pozycji, ale odpadł z wyścigu na 77 okrążeniu.
Pod koniec tego samego roku jego żona, Marion, wszczęła postępowanie rozwodowe. Bob walczył o prawo do opieki nad córką.
W styczniu 1953 roku poślubił Dorie. Zamieszkali oni w stanie Indiana, blisko toru wyścigowego.
26 września 1953 Sweikert wygrał Hoosier Hundred na Indiana State Fairgrounds.
11 września 1954 roku Sweikert jako pierwszy kierowca w historii osiągnął średnią prędkość wyścigu na dystansie 100 mil przekraczającą 140 km/h. Miało to miejsce podczas zawodów na torze Eastern Speed Dome w Syracuse.
30 maja 1955 Sweikert wygrał wyścig Indianapolis 500, startując z 14 pozycji. Bob i Dorie Sweikertowie świętowali zwycięstwo wraz z piosenkarką i aktorką, Dinah Shore.
We wrześniu 1955 roku Sweikert został pierwszym i jedynym w historii kierowcą, który zdobył "amerykańską potrójną koronę", tj. zwycięstwo w Indianapolis 500, serii National Championship oraz Midwest Sprint Car Championship w jednym roku.
W maju 1956 roku ostatni raz wziął udział w zawodach Indianapolis 500. Sweikert wystartował z 10 pozycji, a wyścig ukończył na miejscu 6.
17 czerwca 1956 roku Sweikert zginął podczas wyścigu samochodów sprint car na torze Salem Speedway. Na trzecim okrążeniu Sweikert jechał obok Eda Elisiana. Po wyjściu z czwartego zakrętu Sweikert zahaczył kołem o wystającą stalową belkę. Jego samochód przeleciał przez tor i zapalił się. Sweikert zmarł w szpitalu Washington County Hospital.

## Nagrody
- styczeń 1956 - wpis do Auto Racing Fan Club Hall of Fame
- 28 maja 1956 - zdjęcie na okładce Sports Illustrated
- 1993 - wpis do Motoring Press Association Hall of Fame
- maj 1994 - wpis do Indianapolis Motor Speedway Hall of Fame
- 1995 - wpis do National Sprint Car Hall of Fame

## Wyniki w Formule 1
| Legenda oznaczeń w tabelach wyników Wyświetl szablon na nowej stronie | Legenda oznaczeń w tabelach wyników Wyświetl szablon na nowej stronie                                                                     |
| Oznaczenie                                                            | Wyjaśnienie |
| --------------------------------------------------------------------- | --- |
| Złoty                                                                 | Zwycięzca lub mistrzostwo |
| Srebrny                                                               | 2. miejsce lub wicemistrzostwo |
| Brązowy                                                               | 3. miejsce lub II wicemistrzostwo |
| Zielony                                                               | Ukończył, punktował (w klasyfikacji generalnej, gdy zdobył co najmniej jeden punkt na przestrzeni sezonu, poza trzema powyższymi opcjami) |
| Niebieski                                                             | Ukończył, nie punktował (w klasyfikacji generalnej, gdy nie zdobył co najmniej jednego punktu na przestrzeni sezonu)                      |
| Czerwony                                                              | Nie zakwalifikował się (NZ) |
| Czerwony                                                              | Nie prekwalifikował się (NPK) |
| Różowy                                                                | Nie ukończył (NU) |
| Różowy                                                                | Niesklasyfikowany (NS) (w klasyfikacji generalnej, gdy nie został sklasyfikowany w żadnym wyścigu sezonu)                                 |
| Czarny                                                                | Zdyskwalifikowany (DK) |
| Czarny                                                                | Wykluczony (WYK/EX) |
| Biały                                                                 | Nie wystartował (NW) |
| Biały                                                                 | Kontuzjowany (K/INJ) |
| Biały                                                                 | Wyścig odwołany (OD/C) |
| Bez koloru                                                            | Został wycofany (WYC/WD) |
| Bez koloru                                                            | Nie przybył (NP/DNA) |
| Bez koloru                                                            | Nie brał udziału w treningach (NT/DNP) |
| Bez koloru                                                            | Nie został zgłoszony (–) |
| Pogrubienie                                                           | Start z pole position |
| Kursywa                                                               | Najszybsze okrążenie wyścigu |
| †                                                                     | Nie ukończył, ale jego rezultat został zaliczony ze względu na przejechanie więcej niż 90% dystansu wyścigu.                              |
| *                                                                     | Sezon w trakcie |
| 1/2/3                                                                 | Punktowana pozycja w sprincie kwalifikacyjnym                                                                                             |
| Lista systemów punktacji Formuły 1                                    | |

| Rok  | Zespół            | Samochód          | Silnik         | 1   | 2      | 3     | 4   | 5   | 6   | 7   | 8   | 9   | Msc. | Pkt. |
| ---- | ----------------- | ----------------- | -------------- | --- | ------ | ----- | --- | --- | --- | --- | --- | --- | ---- | ---- |
| 1952 | Lee Elkins        | Kurtis Kraft 2000 | Offenhauser R4 | CHE | 500 NU | BEL   | FRA | GBR | DEU | NLD | ITA |     | –    | 0    |
| 1953 | AE Dean           | Kuzma             | Offenhauser R4 | ARG | 500 NU | NLD   | BEL | FRA | GBR | DEU | CHE | ITA | –    | 0    |
| 1954 | Francis Bardazon  | Kurtis Kraft 2000 | Offenhauser R4 | ARG | 500 14 | BEL   | FRA | GBR | DEU | CHE | ITA | ESP | –    | 0    |
| 1955 | John Zink         | Kurtis Kraft 500C | Offenhauser R4 | ARG | MCO    | 500 1 | BEL | NLD | GBR | ITA |     |     | 7    | 8    |
| 1956 | Racing Associates | Kuzma             | Offenhauser R4 | ARG | MCO    | 500 6 | BEL | FRA | GBR | DEU | ITA |     | –    | 0    |